# Apu, az intergalaktikus fejvadász
Az Apu, az intergalaktikus fejvadász (eredeti cím: My Dad the Bounty Hunter) 2023-as amerikai 3D-s számítógépes animációs sci-fi sorozat, amelyet Everett Downing Jr. és Patrick Harpin alkotott.
Az első évadot Amerikában és Magyarországon 2023. február 9-én mutatta be a Netflix. A második évadot 2023. augusztus 17-én mutatták be.

## Ismertető
Terry, akit a gyerekei, Lisa és Sean követnek és megtudják, hogy az apjuk fejvadász és belekeverednek egyfajta űrkalandba.

## Szereplők

### Főszereplők
| Szereplő                  | Eredeti hang  | Magyar hang            | Leírás |
| ------------------------- | ------------- | ---------------------- | --- |
| Terry Hendrix / Sabo Brok | Laz Alonso    | Horváth-Töreki Gergely | Lisa és Sean apja, és eltitkolja a fejvadász munkáját a gyermekei és felesége, Tess előtt.                                                       |
| Tess / Janeera            | Yvonne Orji   | Pikali Gerda           | Doloraami, Terry felesége, Lisa és Sean édesanyja. Terryvel elhidegült.                                                                          |
| Mike                      | Darren Barnet | Hegedűs Johanna        | Félig ember-doloraami Terry lánya és Sean nővére. Intelligens, pimasz, gyors észjárású, és ha valamit a fejébe vesz, azt elszántan be is fejezi. |
| Sean                      | JeCobi Swain  | Rostás Ábel            | Félig ember-doloraami Lisa testvére és Terry fia. Kockafejű, és ideges tud lenni, amitől a szeme rángatózni kezd.                                |

### Mellékszereplők
| Szereplő         | Eredeti hang             | Magyar hang           | Leírás |
| ---------------- | ------------------------ | --------------------- | --- |
| KRS              | Yvette Nicole Brown      | Nádasi Veronika       | Robotikus asszisztens. |
| Glorlox          | Rob Riggle               | Galambos Péter        | Loxian és Terry korábbi üzlettársa. |
| Torga            | Maddie Taylor            | Kocsis Mariann        | Glorox legénységének tagja. |
| Bogdog           | Everett Downing Jr.      | Papucsek Vilmos       | Glorox legénységének tagja és Sean riválisa.. |
| Lootbat          | Kari Wahlgren            | Andrádi Zsanett       | Glorox legénységének tagja. |
| Vax              | Jamie Chung              | Bogdányi Titanilla    | Sabo legjobb fejpénze. |
| Tim Fixer        | Jim Rash                 | Gubányi György István | Az Endless Horizons Konglomerátum végrehajtója. Megölte Terry családját, és azt mondta nekik, hogy a Konglomerátum el fogja kapni őket. |
| Nagyi            | Leslie Uggams            | Vándor Éva            | Terry édesanyja és gyermekeinek nagymamája.. |
| Blobby           | Patrick Harpin           | Renácz Zoltán         | Más néven Meethal Raythox, egy folyékony idegen, aki összebarátkozik Seannal. |
| Pam              | Chelsea Peretti          | Németh Kriszta        | A Konglomerátum új, fondorlatos vezetője. Azt állítja, hogy azért változtatta meg a szervezetet, hogy összekösse az univerzumot és békét hozzon az embereknek. Valódi indítéka azonban az, hogy az összes kalatit az EHK tulajdonába kerüljön. Janeera megölte. |
| Gurira császárnő | Janet Hubert             | Csere Ágnes           | Doloraam uralkodója. |
| Odoman császár   | Adewale Akinnuoye-Agbaje | Dézsy Szabó Gábor     | Doloraam uralkodója, Gurira férje, és az a személy, aki elrendelte Terry elrablását. |
| Adja             | Thando Thabethe          | Nemes Takách Kata     | Tess régi barátja. |
| B'Caala          | Keith David              | Kálid Artúr           | Tigrisszerű vunaari férfi, akit Tess feleségül akartak venni, mielőtt fiatalon elmenekült volna Doloraamból Terryvel. |
| Lieb igazgató    | Tim Meadows              | Kárpáti Levente       | Annak az iskolának az igazgatója, ahová Lisa és Sean a Földön jár. |
| Widowmaker       | Ralph Ineson             | Rába Roland           | Gejvadász és szerencsejátékos, aki elrabolta Terryt a Doloraam királyi család számára. |
| Ja Boluu         | Godfrey                  | Jakab Csaba           | Kirendelt védő, akinek rossz a hírneve. |
| Halvey           | Venice May Wong          | Bak Julianna          | Sean és Lisa barátja. |

### Magyar változat
- Magyar szöveg: Borsos Dávid
- Hangmérnök: Zakar Sándor
- Vágó: Győrösi Gabriella
- Gyártásvezető: Masoll Ildikó
- Szinkronrendező: Bárány Emese
- Produkciós vezető: Horján Annamária

A szinkront a Direct Dub Studios készítette.

## Évados áttekintés
| Évad | Évad | Epizódok | Amerikai sugárzás   | Amerikai sugárzás   | Amerikai adó        | Magyar sugárzás     | Magyar sugárzás  | Magyar adó |
| Évad | Évad | Epizódok | Évadpremier         | Évadfinálé          | Amerikai adó        | Évadpremier         | Évadfinálé       | Magyar adó |
| ---- | ---- | -------- | ------------------- | ------------------- | ------------------- | ------------------- | ---------------- | ---------- |
|      | 1    | 10       | 2023. február 9.    | 2023. február 9.    |                     | 2023. február 9.    | 2023. február 9. |            |
|      | 2    | 9        | 2023. augusztus 17. | 2023. augusztus 17. | 2023. augusztus 17. | 2023. augusztus 17. |                  |            |

### 1. évad (2023)
| Sor. | Év. | Cím                                                                             | Rendező                                          | Író                                                     | Premier                           |
| ---- | --- | ------------------------------------------------------------------------------- | ------------------------------------------------ | ------------------------------------------------------- | --------------------------------- |
| 1.   | 1.  | A fejvadász (Motti)                                                             | Everett Downing Jr., Patrick Harpin és Kenji Ono | Everett Downing Jr., Shakira Pressley és Patrick Harpin | 2023. február 9. 2023. február 9. |
| 2.   | 2.  | Bucky Quanto étterme (Bucky Quanto's)                                           | Everett Downing Jr., Patrick Harpin és Kenji Ono | Everett Downing Jr. és Patrick Harpin                   | 2023. február 9. 2023. február 9. |
| 3.   | 3.  | Boxutca (Pit Stop)                                                              | Vince Aparo és Kenji Ono                         | Adele Williams                                          | 2023. február 9. 2023. február 9. |
| 4.   | 4.  | Bolhazsák (Pulga)                                                               | Ian Abando és Kenji Ono                          | Patrick Harpin                                          | 2023. február 9. 2023. február 9. |
| 5.   | 5.  | Chillion-5 (Chillion-5)                                                         | Ian Abando és Kenji Ono                          | Shakira Pressley                                        | 2023. február 9. 2023. február 9. |
| 6.   | 6.  | Chillion-5 2. rész: A chillák lázadása (Chillion-5 Part 2: Rise of the Chillas) | Kai Akira és Kenji Ono                           | Eric Rivera                                             | 2023. február 9. 2023. február 9. |
| 7.   | 7.  | Eltérítve (Planet Fall)                                                         | Cole Harrington és Kenji Ono                     | Juston Gordon-Montgomery                                | 2023. február 9. 2023. február 9. |
| 8.   | 8.  | Szorult helyzetben (Bizarre Ride)                                               | Kai Akira és Kenji Ono                           | Patrick Harpin                                          | 2023. február 9. 2023. február 9. |
| 9.   | 9.  | Leszámolás (Showdown)                                                           | Cole Harrington és Kenji Ono                     | Everett Downing Jr.                                     | 2023. február 9. 2023. február 9. |
| 10.  | 10. | A fejvadászok (The Bounty Hunters)                                              | Vince Aparo és Kenji Ono                         | Shakira Pressley                                        | 2023. február 9. 2023. február 9. |

### 2. évad (2023)
| Sor. | Év. | Cím                                                  | Rendező                 | Író                                          | Premier                                 |
| ---- | --- | ---------------------------------------------------- | ----------------------- | -------------------------------------------- | --------------------------------------- |
| 11.  | 1.  | Emberrablás (Abduction)                              | Ian Abando és Kai Akira | Shakira Pressley és Justin Gordon-Montgomery | 2023. augusztus 17. 2023. augusztus 17. |
| 12.  | 2.  | Szökés a börtönből (Jailbreak)                       | Cole Harrington         | Ryan Harer                                   | 2023. augusztus 17. 2023. augusztus 17. |
| 13.  | 3.  | Ocanom-daráló (Oconom Grind)                         | Vince Aparo             | Patrick Harpin                               | 2023. augusztus 17. 2023. augusztus 17. |
| 14.  | 4.  | Íme Doloraam (This is Doloraam)                      | Ian Abando              | Everett Downing                              | 2023. augusztus 17. 2023. augusztus 17. |
| 15.  | 5.  | Régi barátok (Old Friends)                           | Kai Akira               | Tomi Adeyemi                                 | 2023. augusztus 17. 2023. augusztus 17. |
| 16.  | 6.  | Farkasok és bárányok (Wolves & Sheep)                | Cole Harrington         | Tomi Adeyemi                                 | 2023. augusztus 17. 2023. augusztus 17. |
| 17.  | 7.  | A trónért (For the Throne)                           | Vince Aparo             | Shakira Pressley                             | 2023. augusztus 17. 2023. augusztus 17. |
| 18.  | 8.  | Doloraam meséi: 1. rész (Tales of Doloraam: Part 1)  | Ian Abando              | Justin Gordon-Montgomery                     | 2023. augusztus 17. 2023. augusztus 17. |
| 19.  | 9.  | Doloraam meséi: 2. rész (Tales of Doloraam: Part 2") | Ben Taylor              | Patrick Harpin                               | 2023. augusztus 17. 2023. augusztus 17. |

## A sorozat készítése
2020. október 29-én a Netflix bejelentette, hogy a sorozat fejlesztése megkezdődött. A bejelentés idején a Polygon "A Mandalóri családbarát változatának" nevezte a sorozatot.
A sorozat egy 10 epizódos első évadra kapott megrendelést. A sorozat azután jött össze, hogy Downing Jr. és Harpin találkoztak a Sony Pictures Animation Studio-ban.